# 日本ウインドアンサンブル
日本ウインドアンサンブル（にほんウインドアンサンブル、Japan Wind Ensemble）は、日本のプロの吹奏楽団。愛称は「桃太郎バンド」であるが、「日本ウインドアンサンブル《桃太郎バンド》」の表記で活動を行っている。

## 概要
2013年に新楽団結成に向けて構想・準備が開始され、鈴木英史を総監督(現代表)、小林恵子を音楽監督(現首席指揮者)、西本淳を首席コンサートマスターとして、西日本を中心に活躍する若手奏者によって結成。2014年2月11日に倉敷市児島文化センターで江田晃記を客演指揮者に迎えてデビューコンサートを行った。その後、埼玉県新座市に事務局を置き、中部、関西、中国各地での公演や吹奏楽連盟主催の講習会をはじめ、楽団主催の指揮講習会や吹奏楽の祭典「ミッド・オカヤマ音楽祭」の開催など、多彩な活動を展開している。

## 主要人物
- 鈴木英史 - 代表
- 小林恵子 - 首席指揮者
- 西本淳 - 首席コンサートマスター